# Shan Tsutsui
Shan S. Tsutsui, född 9 augusti 1971 i Wailuku, är en amerikansk demokratisk politiker. Han var Hawaiis viceguvernör 2012–2018.
Senator Daniel Inouye avled 2012 i ämbetet och Hawaiis viceguvernör Brian Schatz blev utnämnd till USA:s senat. Tsutsui, som var talman i Hawaiis senat vid den tidpunkten, efterträdde Schatz som viceguvernör.